# LIVE BEE LOUD 〜THANKS GIVING〜
『LIVE BEE LOUD 〜THANKS GIVING〜』（ライブ ビー ラウド・サンクス ギヴィング）は、HIGH and MIGHTY COLORの初のライブDVD。

## 解説
ハイカラ・マーキー在籍中として初のライブDVD（リリース時には在籍していない）、ハイカラとして、最後のエスエムイーレコーズからの作品である。マーキーが参加している作品はこれが最後である。初回版に付いてくるDVDは、「"Here I am"」のPVなどが収録されている。

## 収録映像

### DISC 1
1. OPENING
2. OVER
3. for Dear...
4. "Here I am"
5. ミラー
6. 遠雷 〜遠くにある明かり〜
7. NOTICE
8. a shape of love
9. ガーデン オブ MY ハート
10. メキメキ
11. HOT LIMIT
12. 手紙
13. 背徳の情熱
14. 睡蓮-G∞VER-
「睡蓮」と、インスト曲「G∞VER」を繋げた形になっている。
15. energy
16. Remember
17. change
18. DIVE into YOURSELF
19. 一輪の花
20. ENCORE 1 RUN☆RUN☆RUN
21. ENCORE 2 花ふぶき
22. ENCORE 3 PRIDE
23. ENDING

### DISC 2
1. "Here I am" VIDEO CLIP
2. Special Off Shot Movie